# 594
Раннє Середньовіччя. Триває чума Юстиніана. У Східній Римській імперії продовжується правління Маврикія. Лангобарди частково окупували Італію і утворили в ній Лангобардське королівство. Франкське королівство розділене між спадкоємцями Хлотара I. Іберію займає Вестготське королівство. В Англії розпочався період гептархії. Авари та слов'яни утвердилися на Балканах.
Китай об'єднаний під правлінням династії Суй. Індія роздроблена. В Японії триває період Ямато. У Персії править династія Сассанідів. Степову зону Азії та Східної Європи контролює Тюркський каганат, розділений на Східний та Західний.
На території лісостепової України в VI столітті виділяють пеньківську й празьку археологічні культури. VI століття стало початком швидкого розселення слов'ян. У Північному Причорномор'ї співіснують різні кочові племена, зокрема кутригури, утигури, сармати, булгари, алани, авари, тюрки.

## Події
- Візантійський імператор Маврикій замінив Пріска на посаді командувача військ на Балканах своїм братом Петром.
- Самаритяни повстали проти Візантії в Палестині.[1]
- Лангобардський король Агілульф зняв облогу Рима після того, як Папа Григорій I виплатив 500 лібрів данини.
- Буддизм проголошено офіційною релігією Японії.

## Виноски
1. ↑  Robert Fossier, The Cambridge illustrated history of the Middle Ages, Cambridge, Cambridge University Press, 1997 (ISBN 978-0-521-26644-4)